# Bullecourt
Bullecourt est une commune française située dans le département du Pas-de-Calais en région Hauts-de-France. Ses habitants sont appelés les Bullecourtois. Sa population est de 227 habitants au recensement de 2022. La commune est membre de la communauté de communes du Sud-Artois.

## Géographie

### Localisation
Localisée dans le sud-est du département du Pas-de-Calais, la commune de Bullecourt est située à 13 km au nord-est de la commune de Bapaume et à 19 kilomètres au sud-est d'Arras (chef-lieu d'arrondissement et préfecture du Pas-de-Calais). et dans le triangle entre l'autoroute A1, la route D 930 et la D 939.
Le territoire de la commune est limitrophe de ceux de six communes.
Les communes limitrophes sont Hendecourt-lès-Cagnicourt, Noreuil, Riencourt-lès-Cagnicourt, Croisilles, Écoust-Saint-Mein et Fontaine-lès-Croisilles.

### Géologie et relief
La superficie de la commune est de 6,43 km2 ; son altitude varie de 74  à   104 m.

### Hydrographie
La commune est située dans le bassin Artois-Picardie. Elle n'est drainée par aucun cours d'eau,.

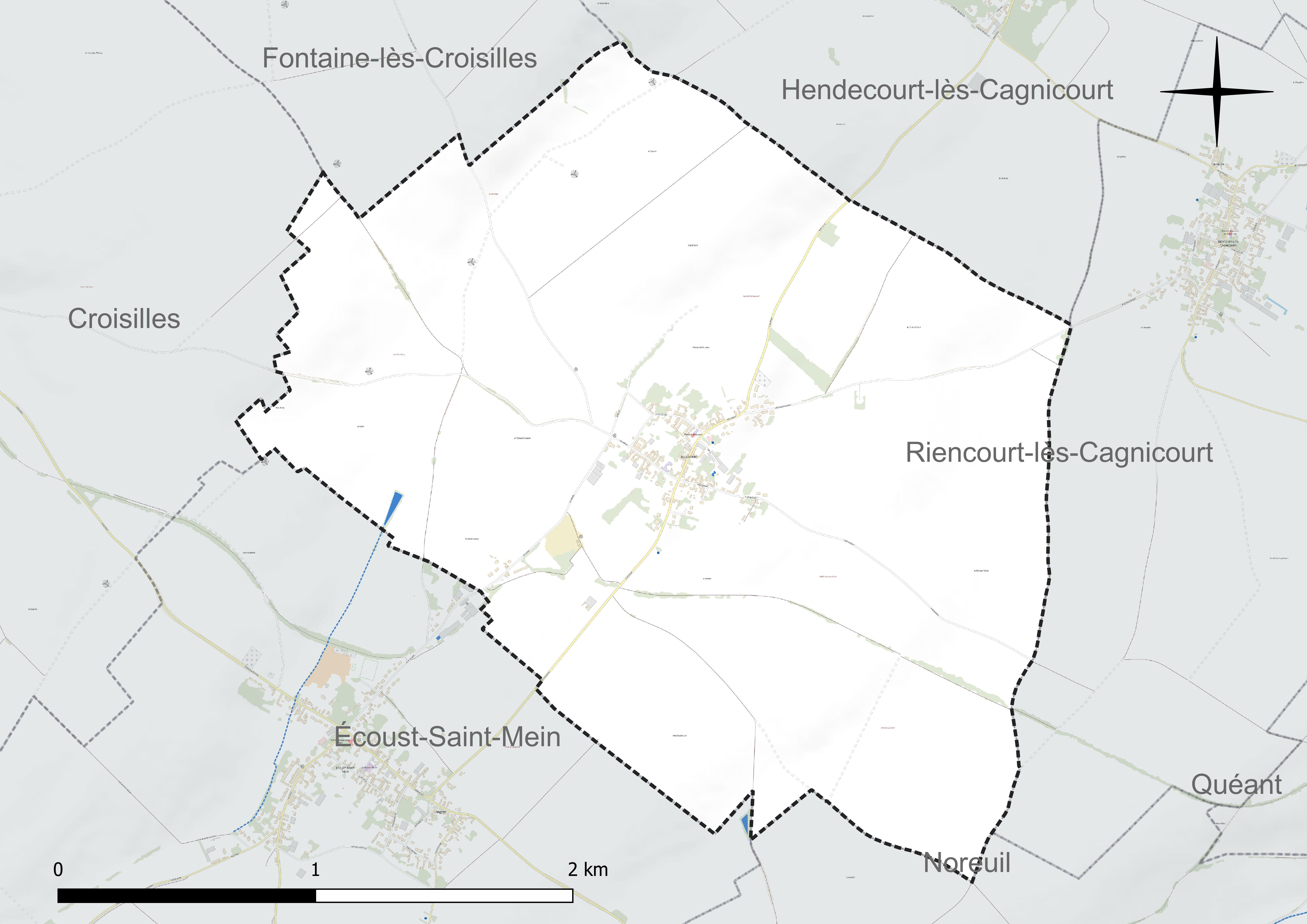
Réseau hydrographique de Bullecourt.

### Climat
Pour des articles plus généraux, voir Climat des Hauts-de-France et Climat du Pas-de-Calais.
En 2010, le climat de la commune est de type climat océanique dégradé des plaines du Centre et du Nord, selon une étude du CNRS s'appuyant sur une série de données couvrant la période 1971-2000. En 2020, Météo-France publie une typologie des climats de la France métropolitaine dans laquelle la commune est exposée à un climat océanique et est dans la région climatique Nord-est du bassin Parisien, caractérisée par un ensoleillement médiocre, une pluviométrie moyenne régulièrement répartie au cours de l'année et un hiver froid (3 °C).
Pour la période 1971-2000, la température annuelle moyenne est de 10 °C, avec une amplitude thermique annuelle de 14,7 °C. Le cumul annuel moyen de précipitations est de 699 mm, avec 12,1 jours de précipitations en janvier et 8,7 jours en juillet. Pour la période 1991-2020, la température moyenne annuelle observée sur la station météorologique la plus proche, située sur la commune de Wancourt à 7 km à vol d'oiseau, est de 10,8 °C et le cumul annuel moyen de précipitations est de 711,4 mm,. Pour l'avenir, les paramètres climatiques de la commune estimés pour 2050 selon différents scénarios d'émission de gaz à effet de serre sont consultables sur un site dédié publié par Météo-France en novembre 2022.

### Paysages
Pour un article plus général, voir Paysage en France.
La commune s'inscrit dans les « paysages des grandes plaines arrageoises et cambrésiennes » tels qu'ils sont définis dans l'atlas de paysages de la région Nord-Pas-de-Calais, conçu par la direction régionale de l'Environnement, de l'Aménagement et du Logement (DREAL),.
Ces « paysages des grandes plaines arrageoises et cambrésiennes », qui concernent 238 communes, sont constitués de 80,36 % de cultures, de 8,01 % d'espaces artificialisés avec les communes principales de Cambrai, Caudry, Bapaume et Avesnes-le-Comte, de 7,25 % de prairies naturelles, permanentes, de 3,19 % de forêts et de milieux semi-naturels, 0,77 % de friches industrielles, de 0,38 % de cours d'eau et plan d'eau et de 0,04 % d’espaces industriels. Ces paysages sont dominés par les « grandes cultures » de céréales et de betteraves industrielles qui représentent 70 % de la surface agricole utilisée (SAU).

## Urbanisme

### Typologie
Au 1er janvier 2024, Bullecourt est catégorisée commune rurale à habitat dispersé, selon la nouvelle grille communale de densité à sept niveaux définie par l'Insee en 2022.
Elle est située hors unité urbaine. Par ailleurs la commune fait partie de l'aire d'attraction d'Arras, dont elle est une commune de la couronne,. Cette aire, qui regroupe 163 communes, est catégorisée dans les aires de 50 000 à moins de 200 000 habitants,.

### Occupation des sols
L'occupation des sols de la commune, telle qu'elle ressort de la base de données européenne d'occupation biophysique des sols Corine Land Cover (CLC), est marquée par l'importance des territoires agricoles (95,8 % en 2018), une proportion identique à celle de 1990 (95,8 %). La répartition détaillée en 2018 est la suivante : 
terres arables (95,8 %), zones urbanisées (4,2 %). L'évolution de l'occupation des sols de la commune et de ses infrastructures peut être observée sur les différentes représentations cartographiques du territoire : la carte de Cassini (XVIIIe siècle), la carte d'état-major (1820-1866) et les cartes ou photos aériennes de l'IGN pour la période actuelle (1950 à aujourd'hui).

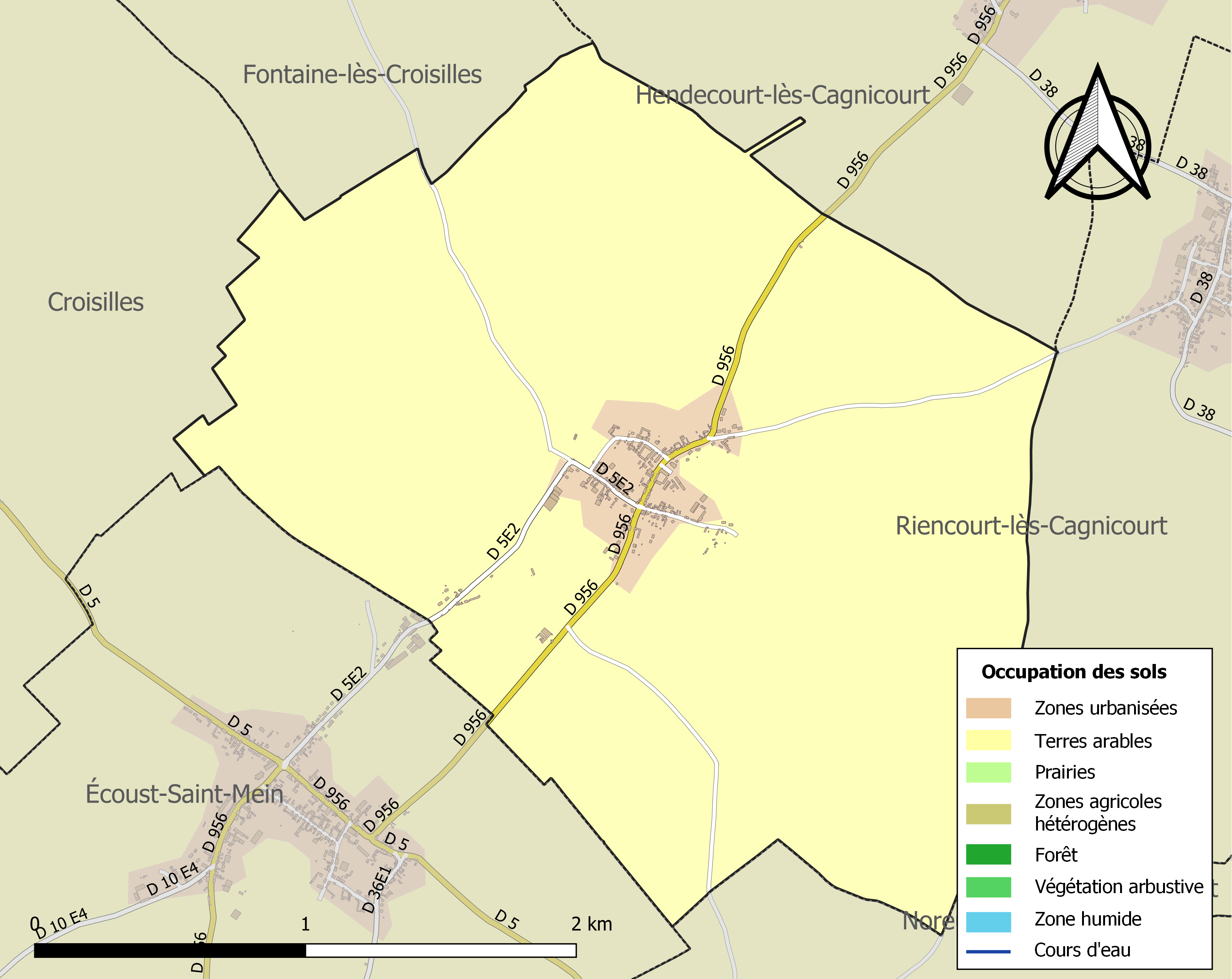
Carte des infrastructures et de l'occupation des sols de la commune en 2018 (CLC).

### Voies de communication et transports

#### Voies de communication
La commune est desservie par la route départementale D 956.

#### Transport ferroviaire
La commune se trouve à 18 km  de la gare d'Arras, située sur la ligne de Paris-Nord à Lille, desservie par des TGV inOui et des trains régionaux du réseau TER Hauts-de-France.

## Toponymie
Le nom de la localité est attesté sous les formes Bullecortis (1096) ; Builicurt (1142) ; Bulecult (vers 1154) ; Bulicourt (vers 1154) ; Buillicurt (1154-1159) ; Bulicurt (XIIe siècle) ; Builcourt (1215) ; Builecort (1237) ; Bulecourt (1238) ; Bulecort (1266) ; Buillencourt (1290) ; Bulecourt (1301) ; Burlecourt (1319) ; Bullescourt (1429) ; Buillecourt, Bullecourt (1435), Bulcourt (1793) et Bullecourt depuis 1801.

## Histoire
L'histoire de la commune est consultable dans le Dictionnaire historique et archéologique du Pas-de-Calais paru en 1873 
.
Avant la Révolution française, Bullecourt est le siège d'une seigneurie, longtemps possédée par des membres de la famille de Beauffort.
Au XVIe siècle, Hugues de la Vacquerie est seigneur de Bullecourt. Il a pour femme Philippine Tillier.

### Carte de Cassini

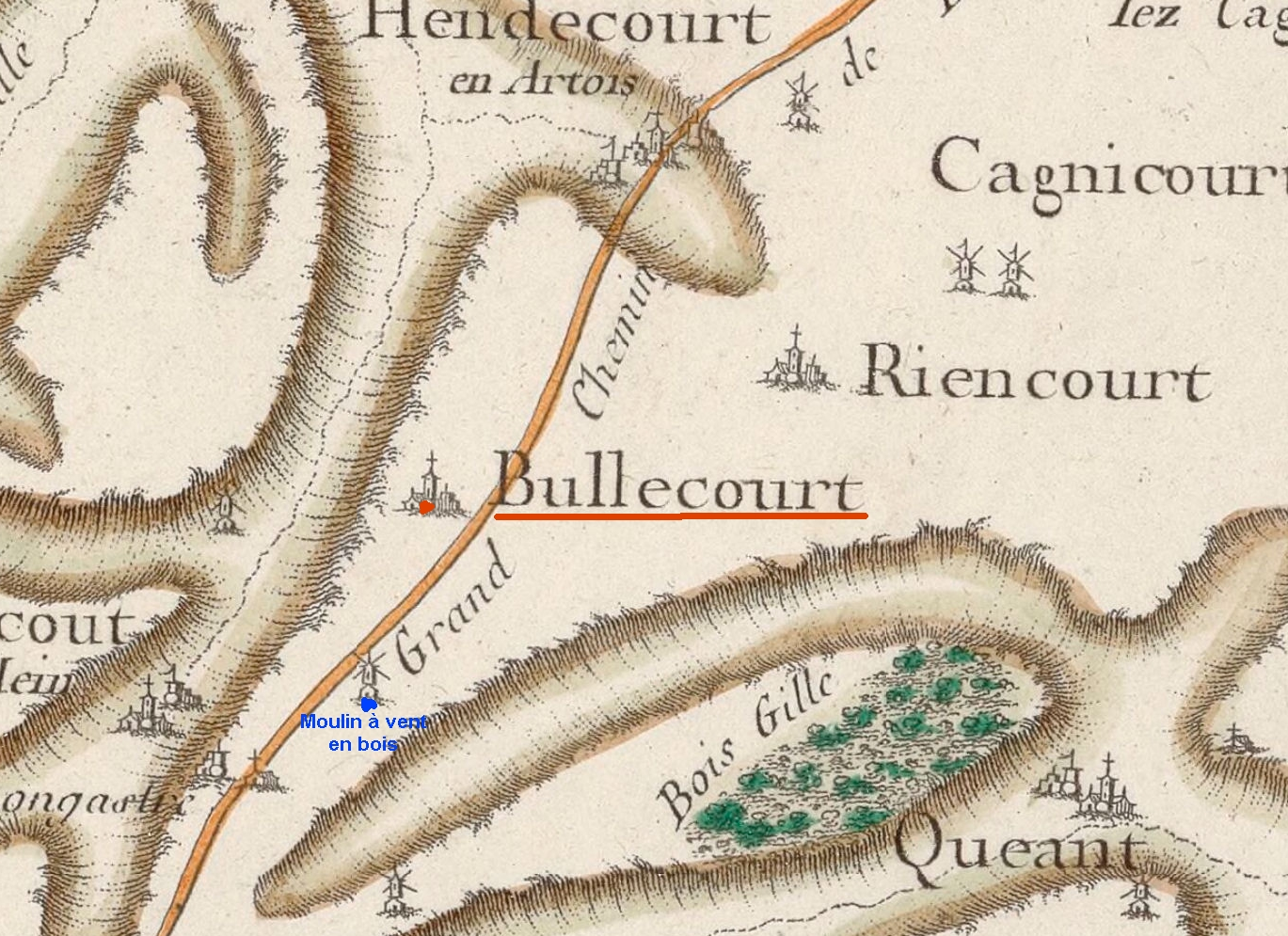
Carte de Cassini, vers 1750.

La carte de Cassini ci-dessus montre qu'au milieu du XVIIIe siècle, Bullecourt était une paroisse située sur le Grand Chemin de Bapaume à Douai, aujourd'hui la D 986. Au sud-est, un moulin à vent en bois, aujourd'hui disparu, était en activité à cette époque de l'autre côté de la route.

### Première Guerre mondiale
Après la bataille des Frontières du 7 au 24 août 1914, devant les pertes subies, l'État-Major français décide de battre en retraite depuis la Belgique. Dès le 28 août, les Allemands s'emparent du village de Bullecourt et poursuivent leur route vers l'ouest. Dès lors commença l'occupation allemande qui dura jusqu'en septembre 1918. Des arrêtés de la kommandantur obligeaient, à date fixe, sous la responsabilité du maire et du conseil municipal, sous peine de sanctions, la population à fournir : blé, œufs, lait, viande, légumes, destinés à nourrir les soldats du front. Toutes les personnes valides devaient effectuer des travaux agricoles ou d'entretien.

En mars 1917, les Allemands décident de se retirer sur la ligne Hindenburg, ligne fortifiée située à la limite de Bullecourt.
Pendant la bataille d'Arras, il y avait deux batailles de Bullecourt :
- Première bataille de Bullecourt[23]. Le 11 avril 1917, deux brigades australiennes attaquent Bullecourt, appuyées par douze tanks mais sans soutien d'artillerie. Pris sous un feu d'enfilade, les Australiens doivent se replier. Les pertes de la 4th Brigade s'élèvent à 2 258 sur un effectif de 3 000 hommes. Les Allemands capturent 27 officiers et 1 137 hommes et n'ont que 750 tués.
- Seconde bataille de Bullecourt[24]. Moins d'un mois plus tard, le 3 mai 1917, une deuxième attaque est menée par les 62e et 2e division australienne sur les deux flancs du village. Les ruines du village sont reprises reprise mais la percée de la ligne Hindenburg n'a pas eu lieu. Au total, les pertes britanniques et australiennes s'élèvent à 14 000 hommes[25],[26].

Jean Letaille (maire de 1977 à 1995) a rassemblé différents objets dans un musée relatif à cette période.
La ligne Hindenburg qui comprend  un important réseau de barbelés, de bunkers, de postes de mitailleuses et qui s'appuie sur les constructions non détruites des villages à l'arrière, résistera aux assauts incessants des alliés jusqu'au 2 septembre 1918, date du percement de la ligne Hindenburg entre Drocourt et Quéant par la première Division canadienne.
Evacué de ses habitants dès 1917, le village de Bullecourt est complètement détruit. Vu les souffrances endurées par la population pendant les quatre années d'occupation et les dégâts aux constructions, la commune s'est vu décerner la croix de guerre 1914-1918 le 25 septembre 1920, distinction également attribuée à 276 autres communes du Pas-de-Calais.
Ensuite commença une longue période de reconstruction de l'église, de la mairie, des routes et des habitations grâce aux dommages de guerre.

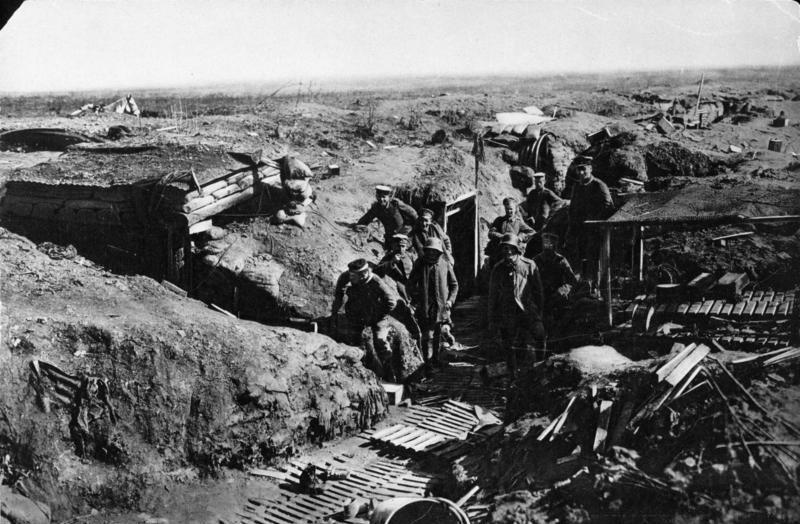
Photo d'un poste allemand de tranchées, pris en 1917 sur le secteur Croisilles - Bullecourt.
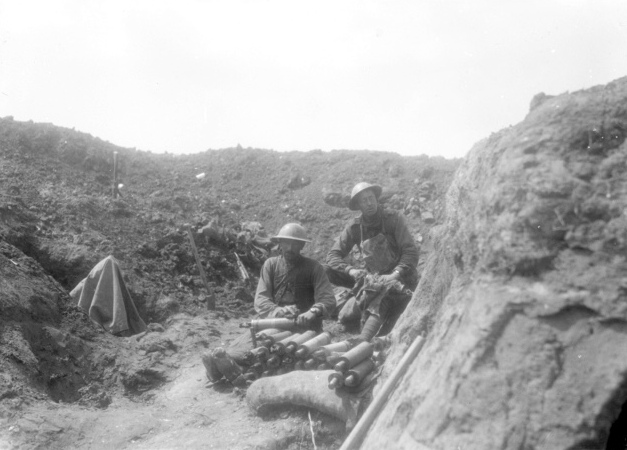
Tranchée australiennes à Bullecourt le 8 mai 1917.
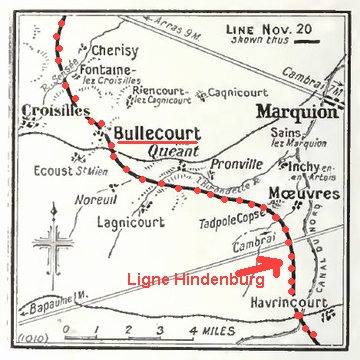
Carte de la ligne Hindenburg en 1917.
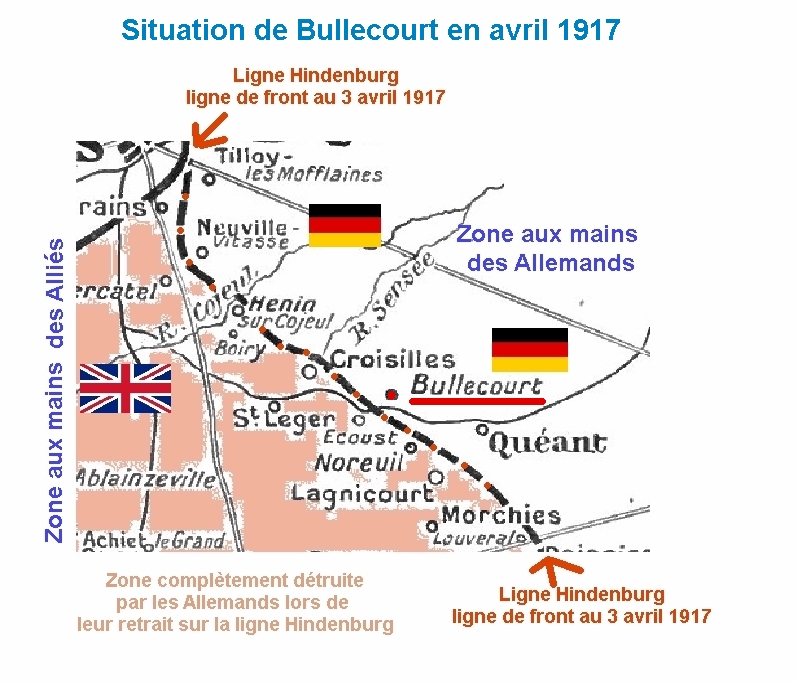
En avril 1917, Bullecourt reste en zone allemande sur la ligne Hindenburg.
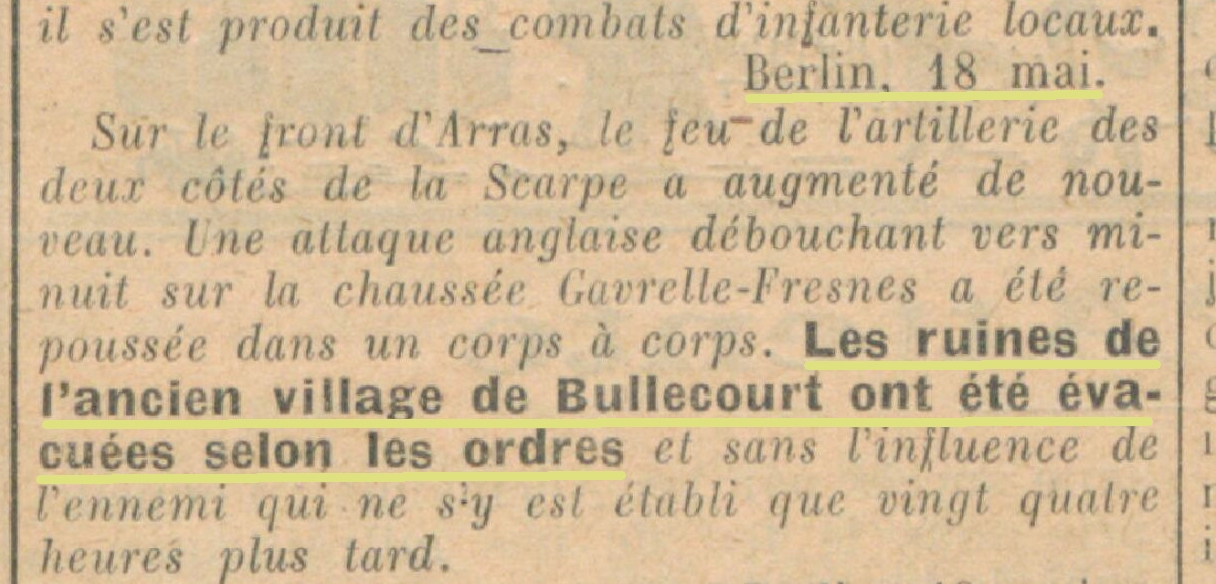
Article de l'armée allemande mentionnant que les ruines de Bullecourt ont été laissées aux mains des Anglais.
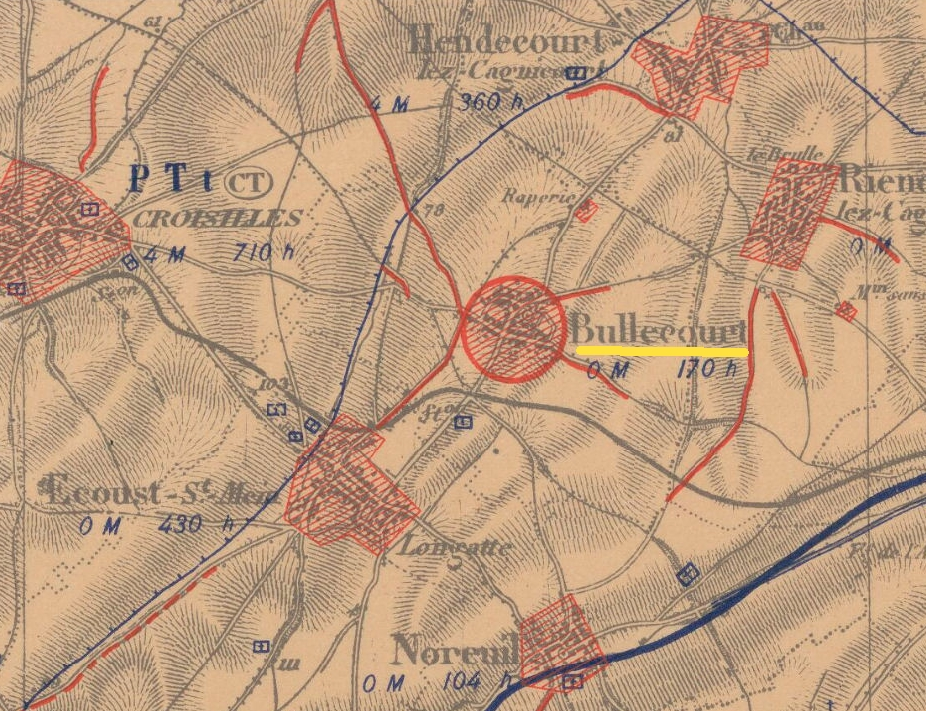
La carte des régions dévastées montre que le village de Bullecourt est complètement détruit à la fin de la guerre.

## Politique et administration

### Découpage territorial
La commune se trouve dans l'arrondissement d'Arras du département du Pas-de-Calais, depuis 1801.

#### Commune et intercommunalités
La commune est membre de la communauté de communes du Sud-Artois qui regroupe 64 communes et compte 27 059 habitants en 2021.

#### Circonscriptions administratives
La commune est rattachée au canton de Croisilles de 1801 à 2014, puis, depuis 2015 au canton de Bapaume.

#### Circonscriptions électorales
Pour l'élection des députés, la commune fait partie de la première circonscription du Pas-de-Calais.

## Équipements et services publics

### Espaces publics
La commune fait partie des villages labellisés Village Patrimoine, qui œuvrent à mettre en avant leurs patrimoines matériels et/ou immatériels (historique, culturel, naturel, architectural, etc.).

### Justice, sécurité, secours et défense
La commune dépend du tribunal judiciaire d'Arras, du conseil de prud'hommes d'Arras, de la cour d'appel de Douai, du tribunal de commerce d'Arras, du tribunal administratif de Lille, de la cour administrative d'appel de Douai et du tribunal pour enfants d'Arras.

## Population et société

### Démographie
Les habitants de la commune sont appelés les Bullecourtois.

#### Évolution démographique
L'évolution du nombre d'habitants est connue à travers les recensements de la population effectués dans la commune depuis 1793. Pour les communes de moins de 10 000 habitants, une enquête de recensement portant sur toute la population est réalisée tous les cinq ans, les populations de référence des années intermédiaires étant quant à elles estimées par interpolation ou extrapolation. Pour la commune, le premier recensement exhaustif entrant dans le cadre du nouveau dispositif a été réalisé en 2006.

En 2022, la commune comptait 227 habitants, en évolution de −5,02 % par rapport à 2016 (Pas-de-Calais : −0,72 %, France hors Mayotte : +2,11 %).
| 1793 | 1800 | 1806 | 1821 | 1831 | 1836 | 1841 | 1846 | 1851 |
| ---- | ---- | ---- | ---- | ---- | ---- | ---- | ---- | ---- |
| 490  | 522  | 522  | 532  | 583  | 556  | 601  | 617  | 593  |

| 1856 | 1861 | 1866 | 1872 | 1876 | 1881 | 1886 | 1891 | 1896 |
| ---- | ---- | ---- | ---- | ---- | ---- | ---- | ---- | ---- |
| 543  | 503  | 490  | 527  | 559  | 547  | 488  | 512  | 506  |

| 1901 | 1906 | 1911 | 1921 | 1926 | 1931 | 1936 | 1946 | 1954 |
| ---- | ---- | ---- | ---- | ---- | ---- | ---- | ---- | ---- |
| 458  | 423  | 396  | 181  | 273  | 281  | 288  | 321  | 330  |

| 1962 | 1968 | 1975 | 1982 | 1990 | 1999 | 2006 | 2011 | 2016 |
| ---- | ---- | ---- | ---- | ---- | ---- | ---- | ---- | ---- |
| 296  | 264  | 245  | 248  | 260  | 251  | 239  | 250  | 239  |

| 2021 | 2022 | - | - | - | - | - | - | - |
| ---- | ---- | - | - | - | - | - | - | - |
| 227  | 227  | - | - | - | - | - | - | - |

#### Pyramide des âges
En 2018, le taux de personnes d'un âge inférieur à 30 ans s'élève à 28,1 %, soit en dessous de la moyenne départementale (36,7 %). À l'inverse, le taux de personnes d'âge supérieur à 60 ans est de 29,0 % la même année, alors qu'il est de 24,9 % au niveau départemental.
En 2018, la commune comptait 122 hommes pour 112 femmes, soit un taux de 52,14 % d'hommes, largement supérieur au taux départemental (48,5 %).
Les pyramides des âges de la commune et du département s'établissent comme suit.
| Hommes | Classe d’âge | Femmes |
| ------ | ------------ | ------ |
| 1,7    | 90 ou +      | 0,0    |
| 6,6    | 75-89 ans    | 11,0   |
| 19,0   | 60-74 ans    | 20,0   |
| 24,5   | 45-59 ans    | 19,5   |
| 21,9   | 30-44 ans    | 19,7   |
| 11,1   | 15-29 ans    | 10,6   |
| 15,2   | 0-14 ans     | 19,3   |

| Hommes | Classe d’âge | Femmes |
| ------ | ------------ | ------ |
| 0,5    | 90 ou +      | 1,6    |
| 5,6    | 75-89 ans    | 8,9    |
| 16,7   | 60-74 ans    | 18,1   |
| 20,2   | 45-59 ans    | 19,2   |
| 18,9   | 30-44 ans    | 18,1   |
| 18,2   | 15-29 ans    | 16,2   |
| 19,9   | 0-14 ans     | 17,9   |

## Culture locale et patrimoine

### Lieux et monuments

#### Monuments
- L'église Saint-Vaast.

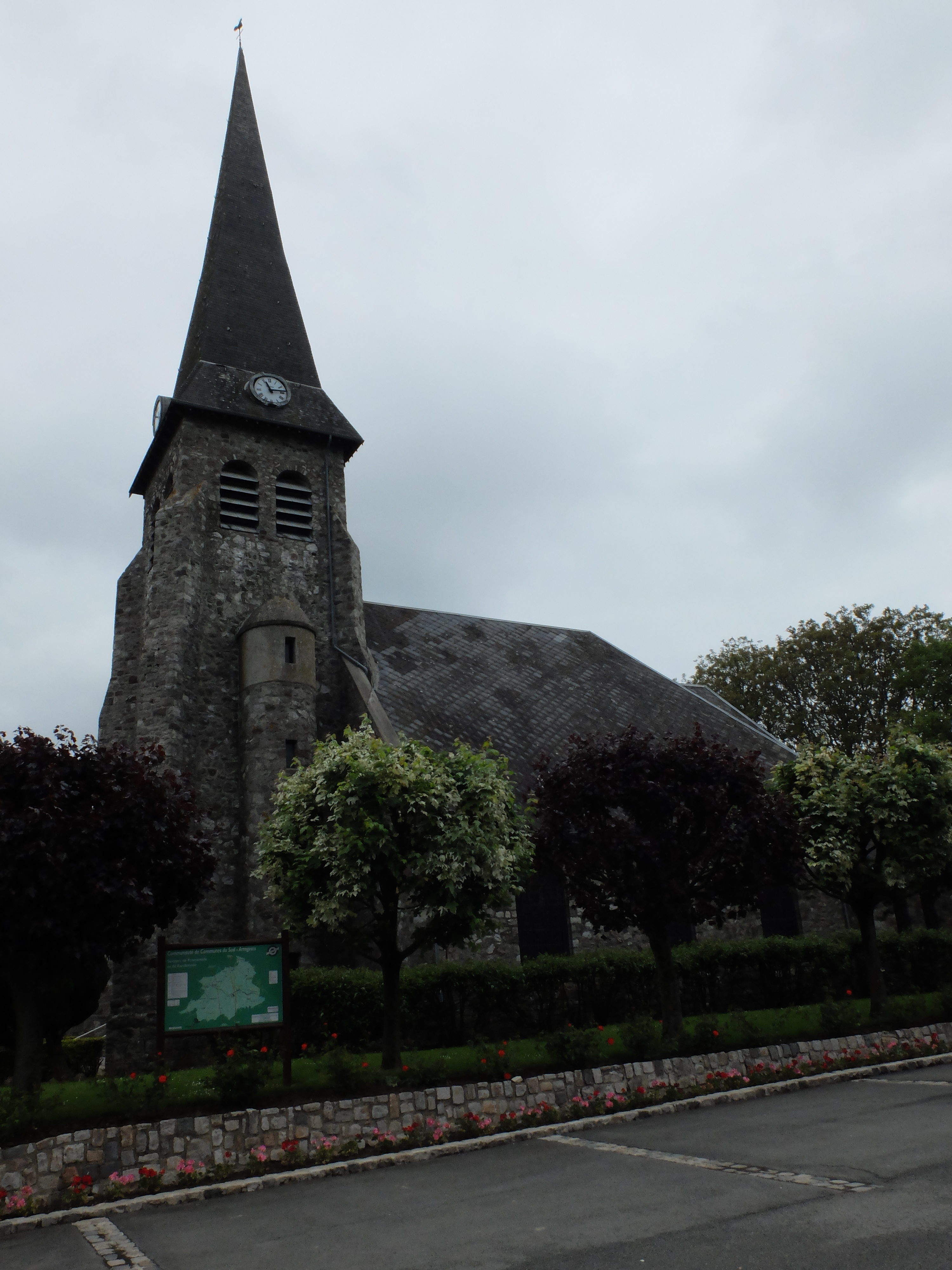
L'église Saint-Vaast.

- Dans la mairie, un tableau du peintre James Scott représentant la mort du Major P. Black qui conduisit ses hommes à travers le réseau de barbelés intacts. Son bataillon captura la première puis la seconde ligne allemande. Le Major Black fut retrouvé mort sur les barbelés

#### Lieux de mémoire de la guerre
- Le monument aux morts[42].
- Devant l'église, le monument du Souvenir français qui commémore l'engagement des troupes britanniques et australiennes en 1917. À côté, est exposé un morceau de chenille du tank Mark IV du lieutenant Davies qui a participé à l'attaque d'avril 1917[42].
- La croix aux Disparus qui commémore les 2 423 soldats australiens qui n'ont pas de tombe connue et qui reposent encore dans le no man's land ou dans un cimetière avec la mention  Known unto god.
- Le mémorial du Digger - statue de bronze de 2,4 m de haut, œuvre du sculpteur australien Peter Colett, érigée en 1993, qui a représenté le visage de son père qui a combattu à Bullecourt[42].
- Le Bullecourt 1917 - Musée Jean-et-Denise-Letaille.

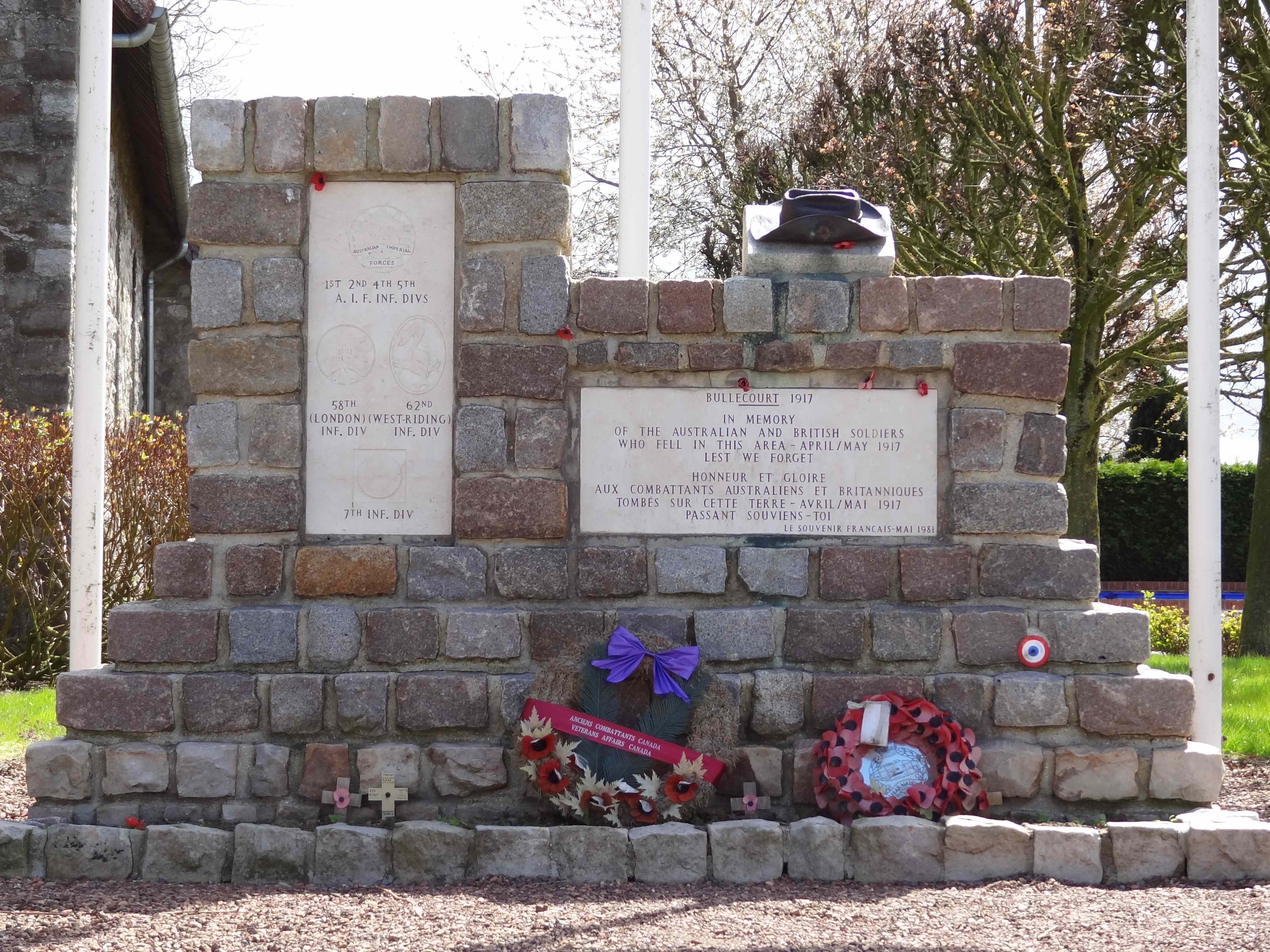
Le monument aux forces australiennes.
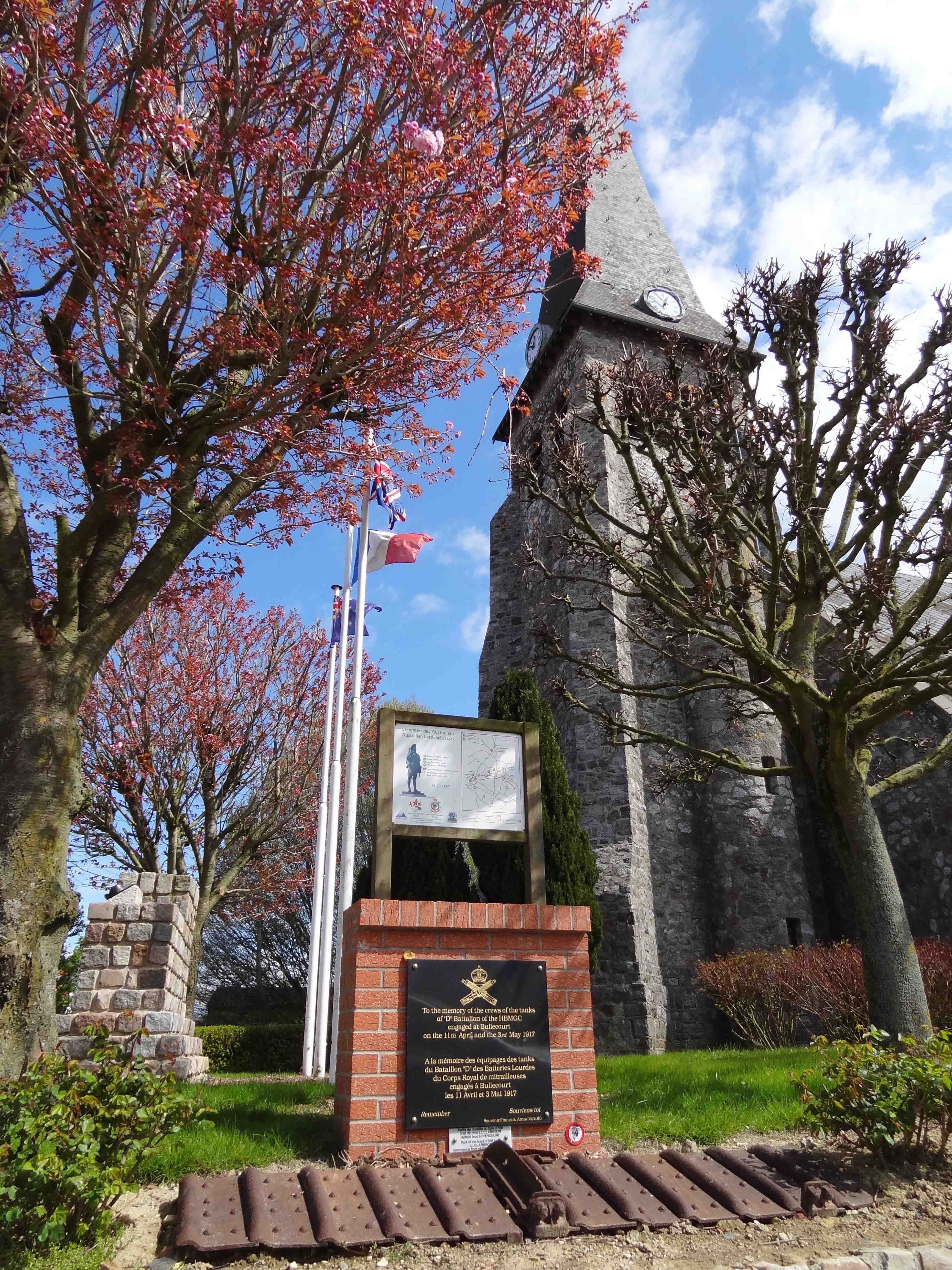
Le monument aux britanniques et australiens.

### Personnalités liées à la commune
- Saint Vindicien, né à Bullecourt en 632.
- Antoine de Croix, dit Drumez, seigneur de Bullecourt est reconnu noble le 26 janvier 1580. Il a pour armes « D'argent à la croix d'azur »[43].
- Romain de Beauffort, (famille de Beauffort), chevalier, seigneur de Bullecourt, mort en 1562, a servi au couronnement du roi d'Espagne (Charles Quint) en tant que guidon de la compagnie d'ordonnance du seigneur de Bugnicourt et Montigny, est ensuite resté au service des rois Charles Quint et Philippe II, et a consumé au dit service une grande partie des anciennes terres de sa maison[44].

### Héraldique
| Blason de Bullecourt | Blason  | D'or à la fasce de gueules accompagnée de trois maillets de sable. Ornements extérieursCroix de guerre 1914-1918 |
| Blason de Bullecourt | Détails | Adopté par la municipalité le 24 mars 1994.                                                                      |

## Pour approfondir